# Wiener Diptychon
Das Wiener Diptychon ist ein Gemälde von Hugo van der Goes. Der linke Flügel des wahrscheinlich 1477 mit Öl auf Eiche gemalten Bildes misst 32,3 × 21,9 cm, der rechte 34,4 × 21,9 cm. Das Diptychon befindet sich im Kunsthistorischen Museum in Wien.

## Bildmotiv

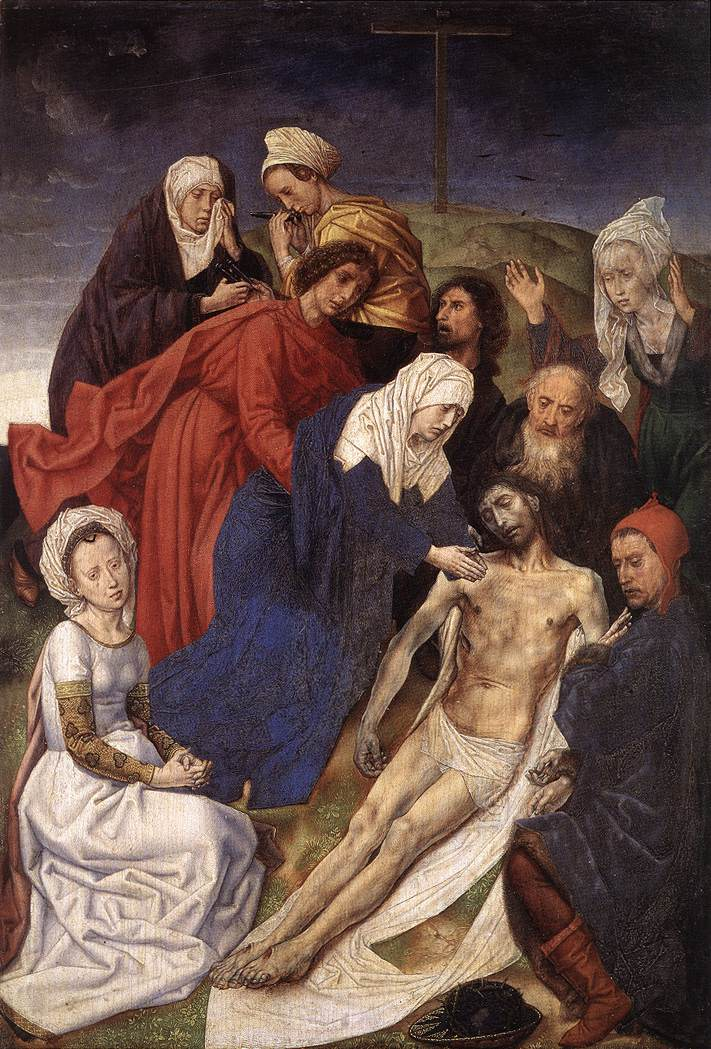
Die Beweinung, die rechte Seite des Diptychons

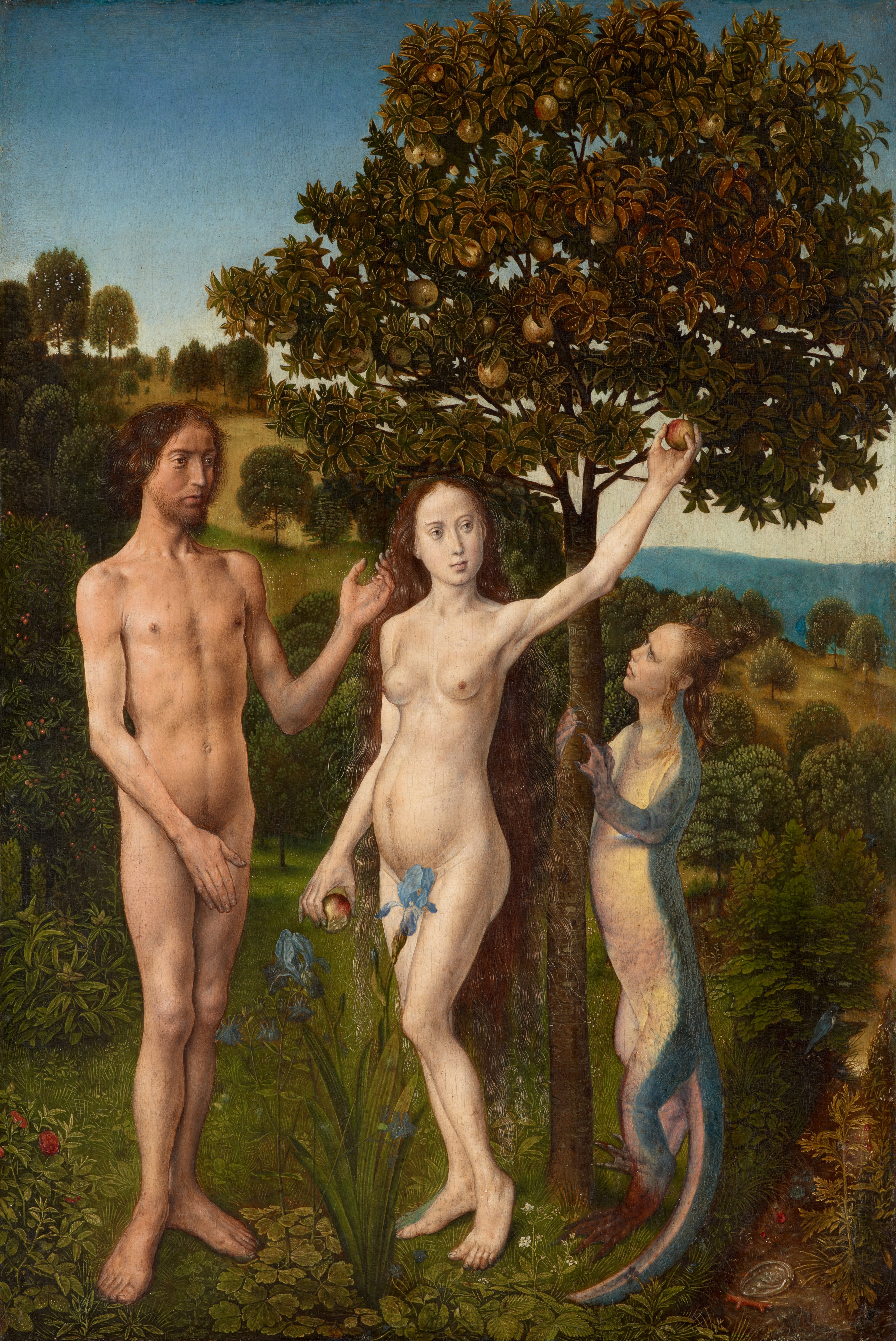
Der Sündenfall, die linke Seite des Diptychons

Auf der linken Seite ist der Sündenfall dargestellt. Eva ist gerade dabei, einen Apfel vom Baum der Erkenntnis zu pflücken. Einen weiteren hält sie schon angebissen in der anderen Hand. Adam hat seine linke Hand gehoben, um den Apfel zu empfangen. Die „Schlange“, ein eidechsenartiges, schillerndes Mischwesen, eine aus der mittelalterlich-scholastischen Kommentarliteratur zur Genesis (Petrus Comestor) herzuleitende, letztlich auf Beda Venerabilis zurückgehende und noch ausgangs des 15. Jahrhunderts, so bei Vinzent von Beauvais zu findende Verbindung von Schlange und Jungfrauengesicht (virgineum vultum), krallt sich aufrecht stehend am Baum des Lebens fest.
Auf der Rückseite, die von der Tafel abgesägt wurde, ist in Grisaille die Heilige Genoveva dargestellt.
Die rechte Seite zeigt die Beweinung Christi nach der Kreuzabnahme. Neben Jesus sind noch Johannes, Maria und Maria Magdalena im Bildvordergrund zu sehen. Die Rückseite der Tafel – das Inventar der Kunstsammlungen des Erzherzogs Leopold Wilhelm von Österreich aus dem Jahre 1659 erwähnt auf der Rückseite einen „Schildt, warin ein schwarczer Adler“ – ist bis auf wenige Reste der ursprünglichen Bemalung zerstört.
Hinsichtlich seiner Thematik (Antithese Sündenfall/Erlösung) steht das Werk des Hugo van der Goes in der Geschichte der Diptychonmalerei einzigartig da (Wolfgang Kermer).